# Лупара (Италия)
 Тази статия е за италианското село.  За вида пушка вижте Лупара.  
Лупа̀ра (на италиански: Lupara) е село и община в Централна Италия, провинция Кампобасо, регион Молизе. Разположено е на 505 m надморска височина. Населението на общината е 522 души (към 2010 г.).